# Nitocrella yokotai
Nitocrella yokotai är en kräftdjursart som beskrevs av Michiya Miura 1962. Nitocrella yokotai ingår i släktet Nitocrella och familjen Ameiridae. Inga underarter finns listade i Catalogue of Life.